# ちくご (護衛艦)
ちくご（ローマ字：JDS Chikugo, DE-215）は、海上自衛隊の護衛艦。ちくご型護衛艦の1番艦。艦名は筑後川に由来し、艦艇名としては旧海軍通して初の命名である。

## 艦歴
「ちくご」は、第3次防衛力整備計画に基づく昭和42年度計画警備艦1215号艦として、三井造船玉野造船所で1968年12月9日に起工され、1970年1月13日に進水、1971年7月31日に就役し、佐世保地方隊に編入された。
1971年8月26日、佐世保地方隊隷下に第34護衛隊が新編され、同日付で就役した「みくま」とともに編入された。
1996年4月15日、除籍。就役以来、約26年間一貫して佐世保地方隊に所属し、総航程は503,405.1浬（地球約3周半）に及ぶ。